# Эгей (Софокл)
«Эгей» (др.-греч. Αἰγεύς или Αἰγέως) — трагедия древнегреческого драматурга Софокла (V век до н. э.) на тему, связанную с аттическими мифами, текст которой почти полностью утрачен.
Главный герой пьесы — Эгей, царь Афин и отец Тесея, родившегося вдали от него, в Трезене. Став взрослым, Тесей пришёл к Афины, оставаясь неузнанным, и чуть было не стал жертвой козней жены Эгея Медеи. Царь узнал сына по мечу и признал его своим наследником.
От трагедии осталось только несколько фрагментов (фрг. 19—25a Radt). Один из них относится к рассказу Тесея после встречи с отцом, другой — к рассказу вестника о победе Тесея над марафонским быком.